# Dużo ognia
Dużo ognia – tom poetycki Edwarda Stachury wydany w 1963 w Warszawie przez Państwowe Wydawnictwo „Iskry”; tom był debiutem poetyckim Stachury.
W tomie Dużo ognia zostały pomieszczone 22 wiersze i poemat „Dużo ognia”, który został później zamieszczony także w zbiorze poematów Dużo ognia i tak dalej (1978).
Okładkę książki zaprojektował Jan Młodożeniec.